# Sensualité (film, 1948)
Pour les articles homonymes, voir Eva et Sensualité (homonymie).
Pour plus de détails, voir Fiche technique et Distribution.
Sensualité (titre original : Eva) est un film suédois réalisé par Gustaf Molander et sorti en 1948.

## Synopsis
Alors que Bo rentre chez lui après son service militaire, il revient sur un épisode de son enfance où il s'est enfui de chez lui et s'est retrouvé avec un groupe d'artistes. L'un des interprètes a une fille aveugle et cherchant à l'impressionner, Bo vole une locomotive. Le train déraille, tuant la fille. C'est la première de nombreuses intrusions de la mort dans la vie de Bo.
On le voit aussi s'occuper de son oncle mourant et du corps d'un soldat allemand échoué. Cela contraste avec la vie, représentée par sa jeune amante Eva et éventuellement leur fils. Bo hallucine en tuant son ami Göran pour être avec sa séduisante épouse.
Bo et Eva s'échappent vers une île isolée dont le seul autre occupant est un fermier veuf. Eva accouche tôt et Bo et le fermier doivent lutter contre le courant pour la ramer à l'hôpital. Dans un montage superposé à l'aviron de Bo, on voit des images tout au long du film, semblant suggérer une lutte entre la vie et la mort qui se déroule dans son esprit. À la naissance de son fils, Bo ressent une résolution dans sa recherche de sens dans un monde cruel.

## Fiche technique
- Titre original : Eva
- Titre français : Sensualité ; Perversité (Belgique)
- Réalisation : Gustaf Molander
- Scénario : Gustaf Molander et Ingmar Bergman d'après sa nouvelle Trumpetaren och Vår Herre
- Décors : Nils Svenwall
- Photographie : Åke Dahlqvist
- Montage : Oscar Rosander
- Musique : Erik Nordgren
- Production : Harald Molander et Harry Malmstedt
- Format : Noir et blanc - 35mm - 1,37:1 - son mono
- Genre : Film dramatique
- Durée : 98 minutes
- Dates de sortie : 
  - Suède : 26 décembre 1948
  - France : 6 novembre 1952 (Province) / 14 novembre 1952 (Paris)

## Distribution
- Birger Malmsten : Bo adulte
- Eva Stiberg : Eva
- Eva Dahlbeck : Susanne
- Åke Claesson : Fredriksson
- Wanda Rothgardt : Mrs. Fredriksson
- Erland Josephson : Karl
- Stig Olin : Göran
- Hilda Borgström : Maria
- Inga Landgré : Frida
- Olof Sandborg : Berglund
- Carl Ström : Johansson
- Sture Eriksson : Josef Friedel
- Anne Carlsson : Marthe